# Ray Cooper
Ray Cooper (ur. 19 sierpnia 1942 w Watford) – brytyjski muzyk grający na instrumentach perkusyjnych, a także aktor. Współpracował i występował z takimi muzykami jak: George Harrison, Billy Joel, Rick Wakeman, Eric Clapton, Mark Knopfler i Elton John. Poza grą na typowych instrumentach perkusyjnych, wykonywał również partie na instrumentach niestandardowych, np. dzwonkach, dzwonach rurowych i cowbell, dzięki czemu mógł tworzyć bardziej zróżnicowane dźwięki.